# De zingende Kees
De zingende Kees is een liederenbundel uit de Patriottentijd.
De bundel werd uitgegeven in 1789 en bevat enkele tientallen lofliederen op de Patriotten die door hun tegenstanders, de Prinsgezinden (Oranjeklanten) als Keezen werden neergezet. In deze liederen wordt afgegeven op Den vijfden Willem met zyn Beulen terwijl daarentegen de naam Keezen als geuzennaam wordt opgehemeld, gezien zowel een aantal helden die de naam Kees voerden (zoals Cornelis de Witt) als de vele gunstige eigenschappen die de Keeshond bezit.
Het motto is dan ook aldus:
Hoe zeer men 't vry gemoed, vervolgen moog of dwingen, 
De deugd houd altoos stand, en heeft steeds stof tot zingen.
Bij elk van de liedjes wordt een (in die tijd) bekend wijsje gegeven waarop het gezongen kan worden.